# Simulium argentiscutum
Simulium argentiscutum är en tvåvingeart som beskrevs av Anthony John Shelley och Luna Dias 1980. Simulium argentiscutum ingår i släktet Simulium och familjen knott. Inga underarter finns listade i Catalogue of Life.